# Cratere Pascal
Pascal è un cratere da impatto lunare che giace sul lato occidentale del polo Nord della luna, vicino al confine della faccia visibile. È situato a nord dell'eroso cratere Desargues, e subito ad est del cratere Brianchon. Pascal può essere individuato a partire dal cratere Carpenter, e poi proseguendo verso nordovest. La visibilità di questo cratere può essere tuttavia influenzata dalla librazione.
Questo cratere ha subito dell'erosione da impatto che ha attenuato e arrotondato le sue caratteristiche. Il bordo può ancora essere seguito lungo il perimetro, ma non è più affilato e le sue terrazze interne sono state logorate. Diversi crateri giacciono attorno all'orlo esterno, compreso "Pascal F", dal bordo affilato, che si inserisce nel bordo nordovest; un più logoro "Pascal A" si inserisce a sudovest, e il piccolo e a forma di coppa "Pascal G" a sudest.
Dentro gli ampi muri interni c'è un fondo livellato che è stato ripavimentato dalla lava. Al punto di mezzo c'è una bassa cresta, che forma un piccolo picco centrale. Ci sono piccoli crateri sul limite settentrionale, e sul limite nordest della cresta centrale. C'è anche una piccola catena di piccoli crateri che giacciono attraverso la parete interna di nordest.
Appena a nord di Pascal si trova "Poncelet C", un cratere satellite del cratere riempito di lava Poncelet, che si trova a est. L'orlo di questo cratere è bisecato da diverse scanalature in superficie, una delle quali attraversa l'orlo sudest e tangenzialmente al bordo nordest del cratere Pascal.
Prende il nome dal matematico e filosofo francese Blaise Pascal.

## Crateri correlati
Alcuni crateri minori situati in prossimità di Pascal sono convenzionalmente identificati, sulle mappe lunari, attraverso una lettera associata al nome.
| Pascal | Latitudine | Longitudine | Diametro |
| ------ | ---------- | ----------- | -------- |
| A      | 72.9° N    | 74.6° O     | 28 km    |
| F      | 75.6° N    | 75.6° O     | 27 km    |
| G      | 73.0° N    | 65.7° O     | 14 km    |
| J      | 72.2° N    | 69.0° W     | 14 km    |
| L      | 73.8° N    | 63.0° W     | 15 km    |